# Les Avanchers-Valmorel
Les Avanchers-Valmorel is een gemeente in het Franse departement Savoie (regio Auvergne-Rhône-Alpes). De plaats maakt deel uit van het arrondissement Albertville. Het omvat het skidorp Valmorel, dat deel uitmaakt van het grotere skigebied Le Grand Domaine. Behalve een wintersportbestemming is de gemeente ook een populair wandelgebied. Les Avanchers-Valmorel telde op 1 januari 2022 739 inwoners.

## Geografie
De oppervlakte van Les Avanchers-Valmorel bedroeg op 1 januari 2022 21,93 vierkante kilometer; de bevolkingsdichtheid was toen 33,7 inwoners per km².

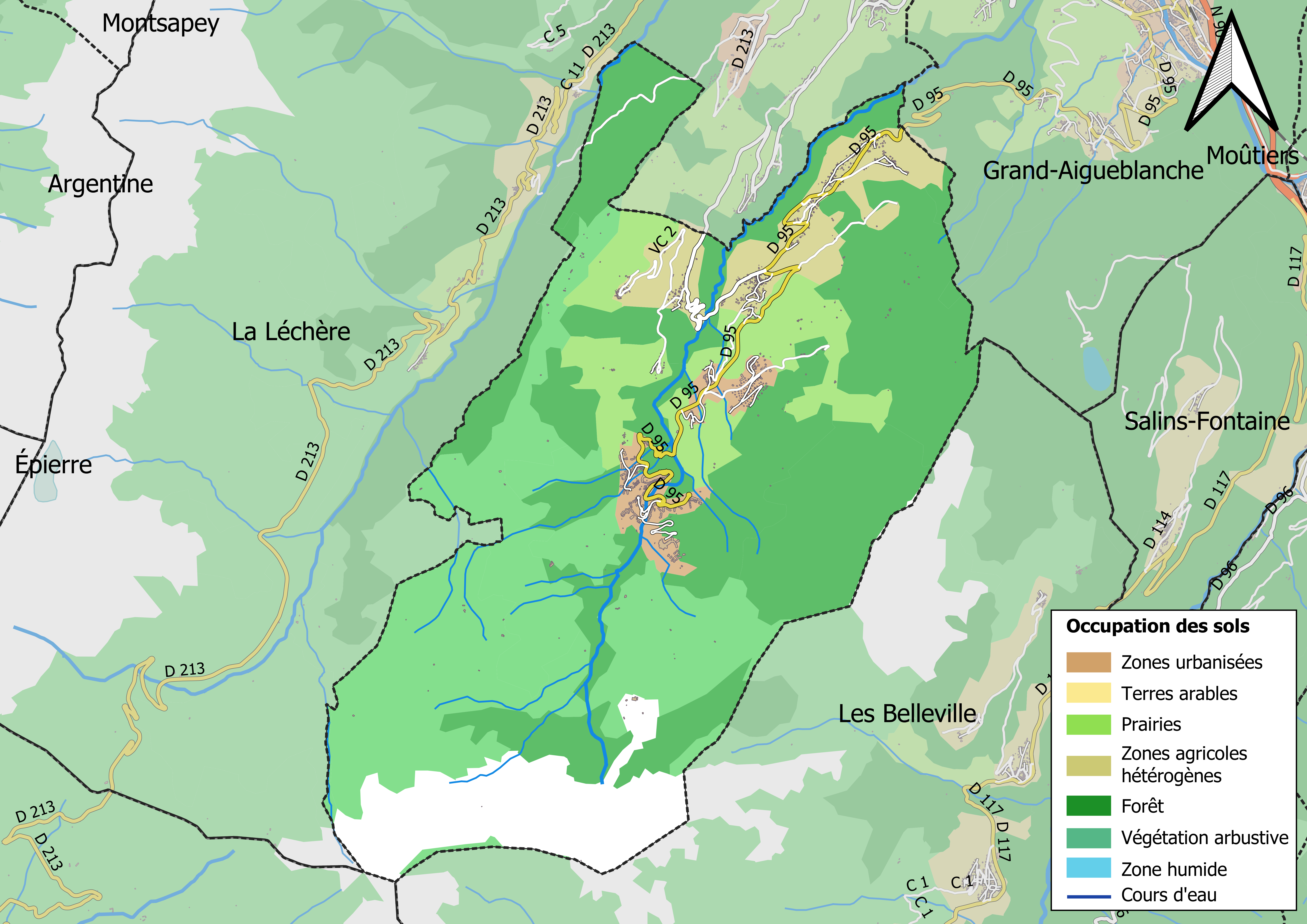
Kaart van de gemeente met de belangrijkste infrastructuur, bodemgebruik en omliggende gemeenten

## Demografie
Onderstaande figuur toont het verloop van het inwonertal (bron: INSEE-tellingen).

## Afbeeldingen

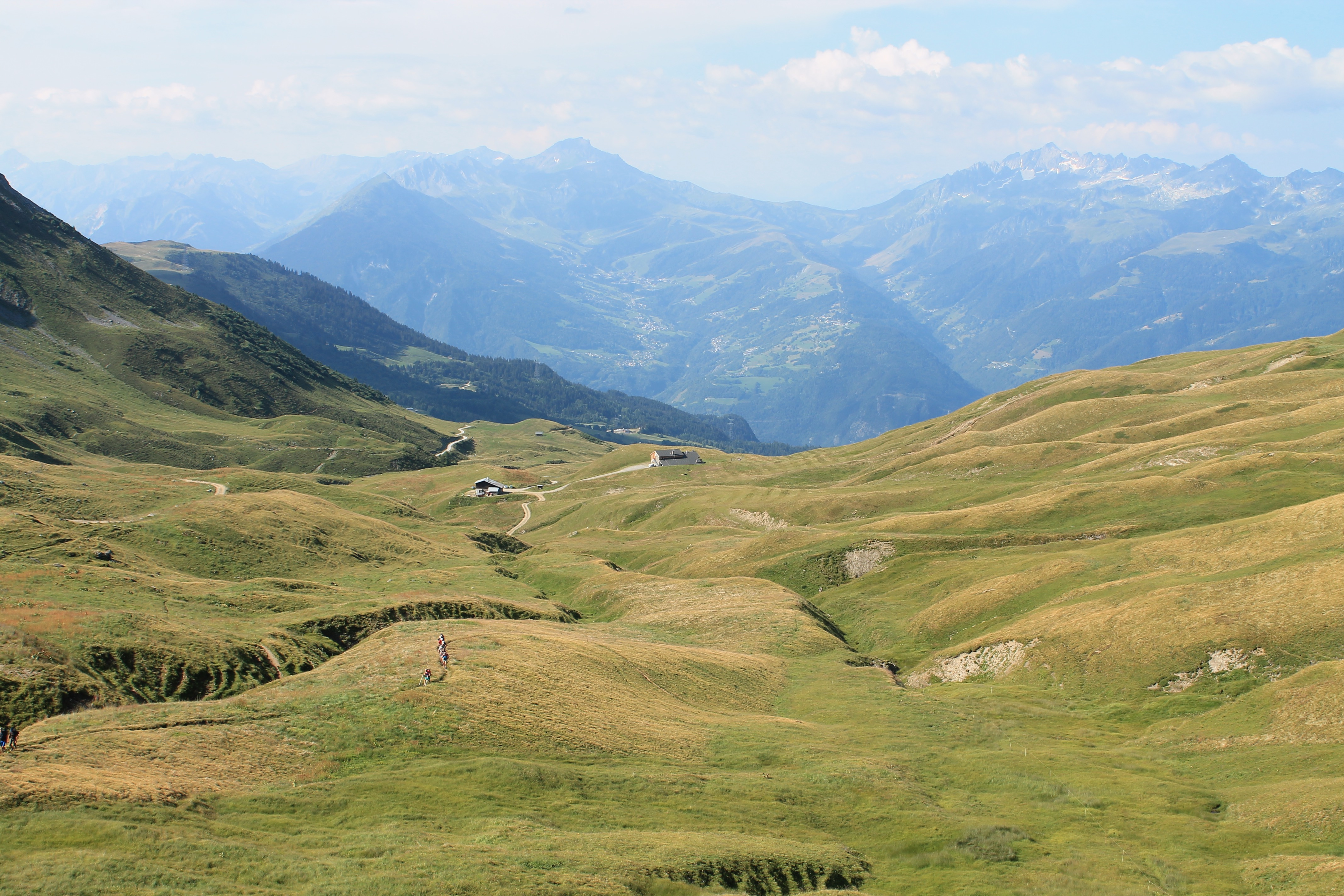
Bij de Refuge du Nant du Beurre
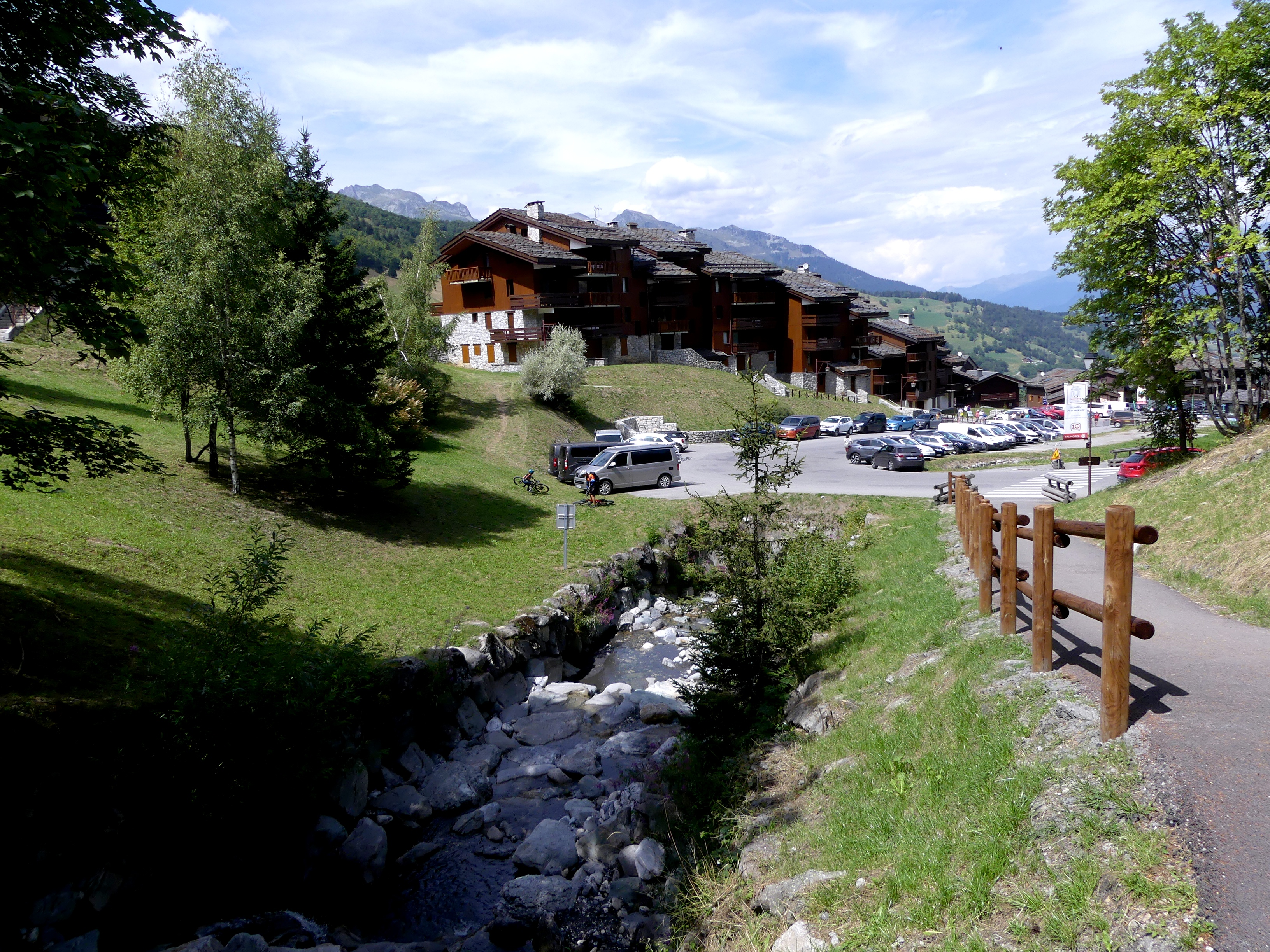
Beek Morel in Valmorel